# Mbam (Centro Sur)
Mbam (Mavo) ist ein Ort in Äquatorialguinea.

## Lage
Der Ort befindet sich im Süden der Provinz Centro Sur auf dem Festlandteil des Staates. Er liegt an einer bedeutenden Nord-Süd-Route von Evinayong nach Ngüelensoc. Im Umkreis liegen die Orte Acalayong und Niemoyong.

## Klima
Nach dem Köppen-Geiger-System zeichnet sich Mbam durch ein tropisches Klima mit der Kurzbezeichnung Am aus.